# Marie De Bièvre

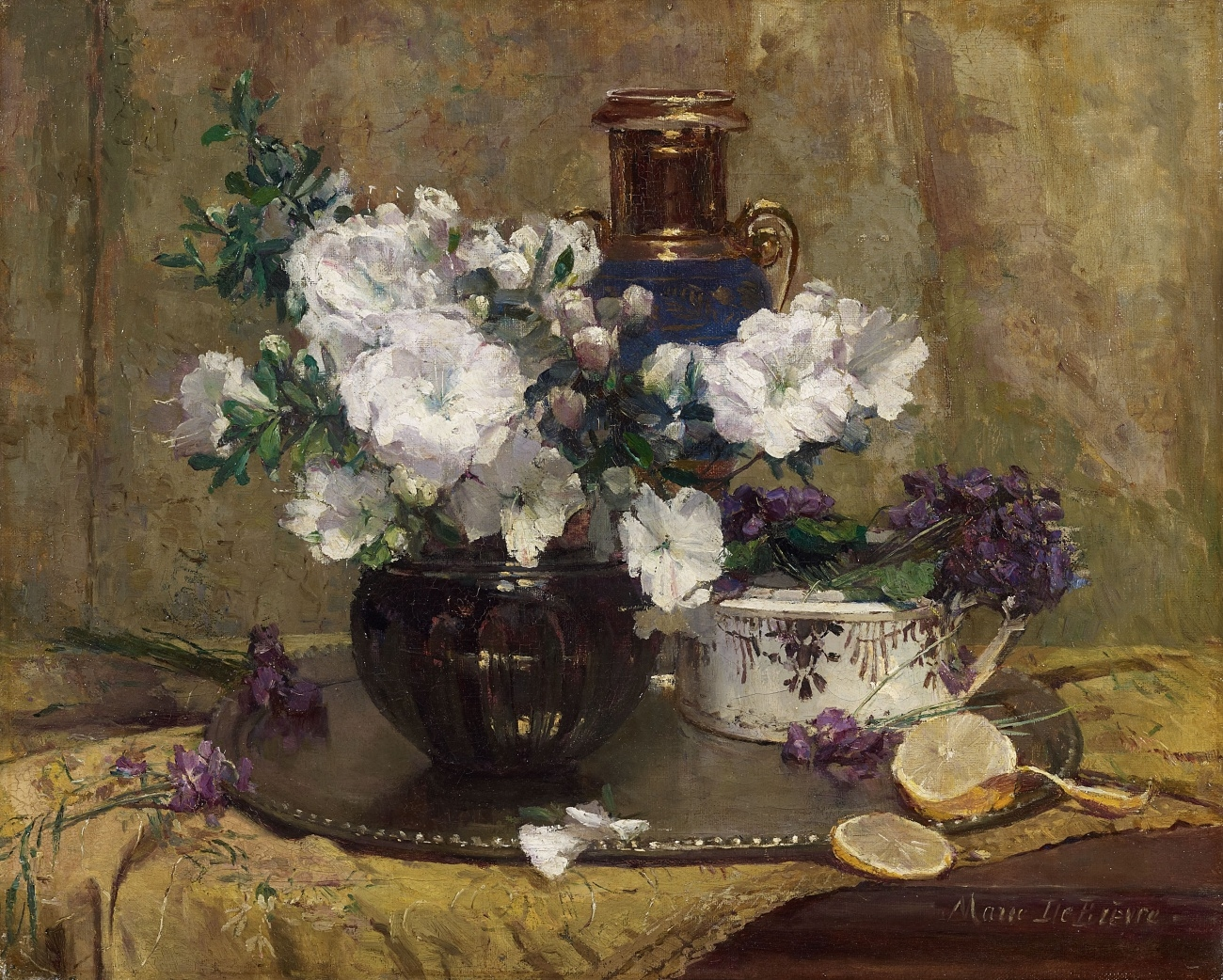
Stilleven, ca. 1940?

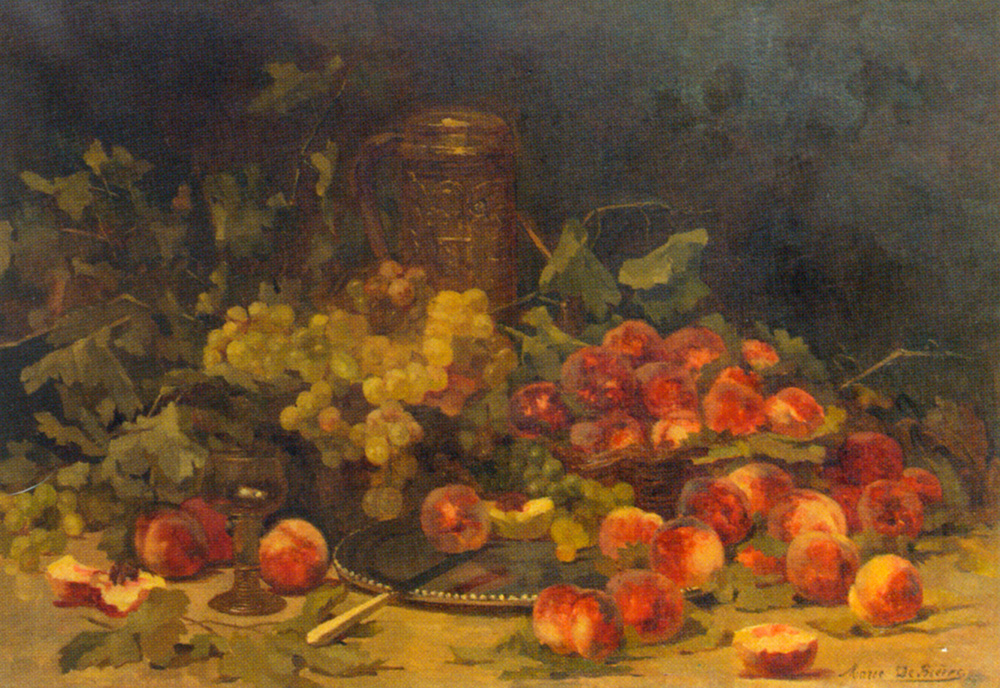
Stilleven, datum onbekend

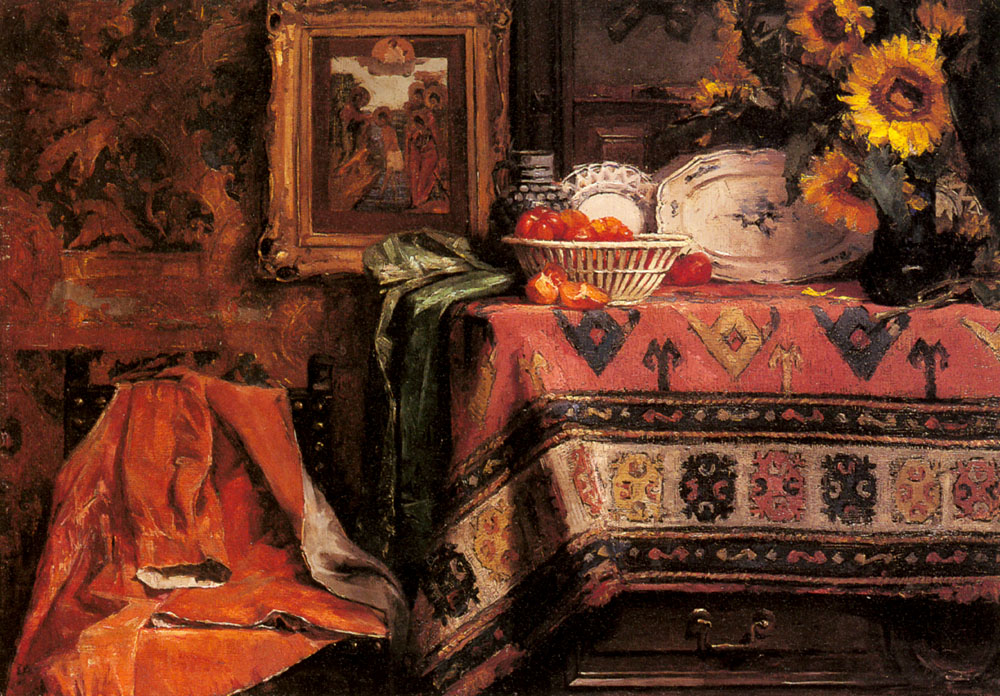
Een interieur, datum onbekend

Marie De Bièvre (Sint-Joost-ten-Node, 1865 - Elsene, 1940) was een Belgisch stillevenschilderes die een voorkeur had voor pastel als schildermedium.

## Levensloop
Ze volgde lessen in de Tekenschool van Sint-Joost-ten-Node en kreeg raadgevingen van meerdere kunstenaars. Ze legde zich toe op het schilderen van stillevens en interieurs.
Haar stillevens tonen fruit en bloemen geschikt op tafels samen met decoratief vaatwerk in porselein, glas of metaal.
Ze woonde in de Livornostraat in Brussel.
Op 3 augustus 1883 was De Bièvre medeoprichtster van de “Cercle des Aquarellistes et des Aquafortistes Belges” in het café “A la Porte Verte”. Het was een eerder behoudsgezinde groep die het zeker niet nastreefde door sensationele artistieke manifestaties het Brusselse publiek voor het hoofd te stoten. De leden waren naast De Bièvre : Edgar Baes, Lionel Baes, Jules Barbier, Euphrosine Beernaert, Jean Capeinick, Auguste Danse, Emile De Munck, Charles De Nayer, Willy Finch, Maurice Hagemans, Alexandre Hannotiau, Amédée Lynen, Alexandre Marcette, Jean Mayné, Joseph Middeleer, Auguste Numans, Jules Raeymaekers, Louis Titz, Edouard Tourteau, Camille Van Camp, Antoine Van Hammée, Hubert Vos, Ernest Wetterens, Eugène Van Gelder en Eugène Verdyen.
Ze was medestichtster van de groep “Voorwaerts” in 1885.
In 1888 was ze medestichtster van de “Cercle des Femmes Peintres”. Andere leden waren: Berthe Art, Louise De Hem, Marguérite Dielman, Marie Heijermans, Alice Ronner, Rosa Venneman, Marguerite Verboeckhoven en Emma Verwee. Ze organiseerden vier tentoonstellingen (1888, 1890, 1891, 1893) waarna de groep wellicht uit elkaar viel.
Een herenwoning langs de Schelde in Wetteren (Oost-Vlaanderen) draagt een in hardsteen gebeiteld opschrift "Marie De Bièvre - 1884", wat laat onderstellen dat zij ook als architecte actief is geweest.
Haar werken behalen behoorlijke prijzen op veilingen, zoals het olieverfschilderij op doek "Stilleven met vruchten" dat geveild werd in december 2004 op €3000 in het veilinghuis Vanderkindere, Brussel.

## Tentoonstellingen
- Deelname aan de tentoonstellingen van de "Cercle Saint-Luc" en de "Cercle des Femmes Peintres".
- Driejaarlijkse Salons
- World’s Columbian Exposition, Chicago, 1893 : "Stilleven met porselein".
- Wereldtentoonstelling van 1894 te Antwerpen : “Perziken en pruimen”, “Porselein”
- Cercle Artistique, Brussel, maart 1898 : tentoonstelling samen met Henri Cassiers, Albert Sohie en Pieter Stobbaerts
- Parijs, wereldtentoonstelling van 1900
- Cercle Artistique, Brussel, maart 1901
- München 1905 , "Rhododendrons en azaleas"
- Salon 1907, Brussel : "Hortensias", "Rozen en aronskelken", "Fruit".

## Musea
- Brussel, Museum van Elsene
- Brussel, Koninklijke Musea voor Schone Kunsten van België; "Azalea's en viooltjes"[1]